# 斯內爾維爾 (喬治亞州)
斯內爾維爾（英語：Snellville）是一個位於美國喬治亞州格威內特縣的城市。

## 地理
斯內爾維爾的座標為33°51′30″N 84°00′23″W / 33.85833°N 84.00639°W，而該地的平均海拔高度為323米（即1062英尺）。

## 人口
根據2010年美國人口普查的數據，斯內爾維爾的面積為27.40平方千米，當中陸地面積為27.10平方千米，而水域面積為0.30平方千米。當地共有人口18242人，而人口密度為每平方千米665.77人。